# 南非大望遠鏡

著名光学望远镜主镜面积比较，点选影像可看大图。

南非大望遠鏡（英語：Southern African Large Telescope，缩写SALT）是表面積66米m2的光學望遠鏡，名義上是9.2米口徑，但實際上是直徑11.1 X 9.8米的口徑，在設計上主要是用在光譜。他座落於南非北開普省 靠近索色蘭乾燥台地的半沙漠地區。它是南非的國家光學天文台，南非天文台的設施之一。
SALT是在南半球最大的光學望遠鏡，他可以對北半球的望遠鏡觀測不到的天體進行輻射的成像、分光、偏光分析。它原本打算要複製麥克唐納天文台的霍比-埃伯利望遠鏡，但在建設計畫中，顯著的被改變了原設計，特別是球差校正器，變化的主要驅動力來自改善望遠鏡的視野。
完整的面鏡在2005年9月1日公開宣布開光，以1秒的解析力觀察了球狀星團杜鵑座47、疏散星團NGC 6152、螺旋星系NGC 6744、和礁湖星雲。官方的開幕儀式由總統塔博·姆貝基在2005年11月10日的就職典禮的場合上舉辦。
南非在第一個10年當中投資了總經費3,600萬美金的三分之一左右 (2,000萬建造望遠鏡，600萬在儀器設備，1,000萬在操作)，其餘的部分由德國、波蘭、美國、英國和紐西蘭等合作夥伴資助。

## 一般資訊
SALT座落在開普敦東北方約370公里 (230英里)的自然保護區內，靠近北開普省的小鎮索色蘭。在2004年3月，開始安裝大量的面鏡，91片較小的六邊形組合鏡片中最後一片在2005年5月安裝上去。
韓國和日本也都在南非安裝了至少5架光學望遠鏡，伯明罕大學有一架望遠鏡協助進行全天候的監視太陽。
SALT將用來研究類星體和比裸眼能看見暗淡數十億倍的恆星和星系。

## 主鏡

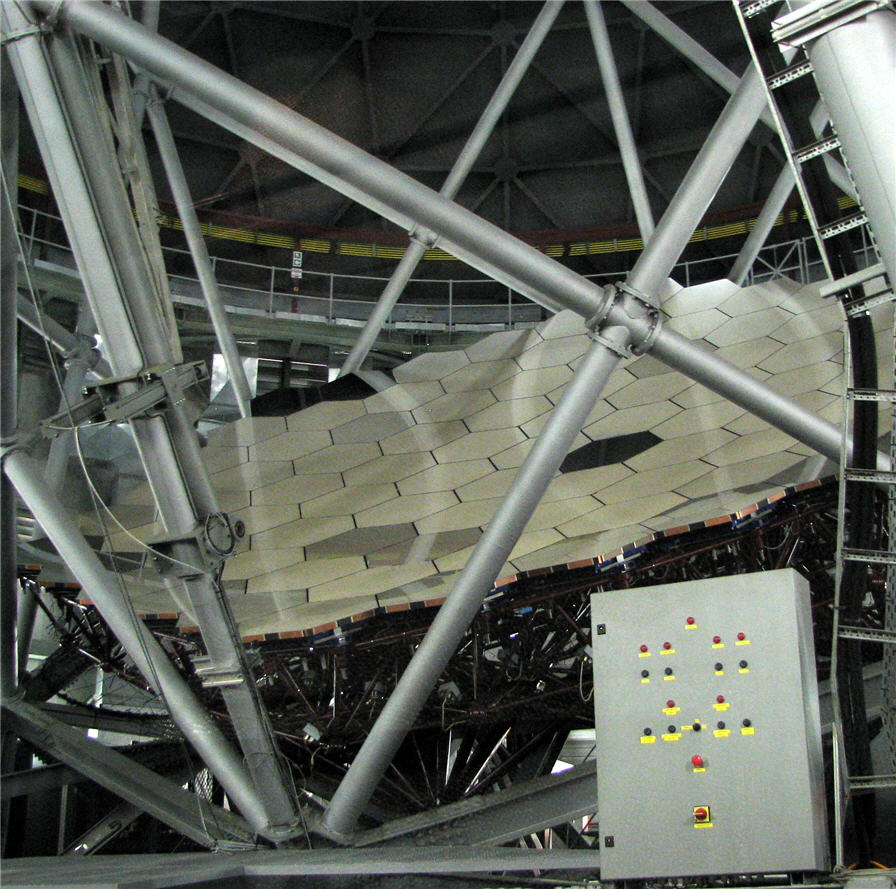
主鏡。

SALT和HET是有著不尋常光學設計的望遠鏡。類似於凱克望遠鏡，主鏡是由陣列組成的面鏡，作成如同單一的大鏡子，但是SALT的面鏡是球面鏡，而不是傳統蓋塞格林式的拋物面鏡。SALT的每個鏡片都是直徑1米的六角形，陣列由91片相同的組成11 X 9.8米大小的六角形主鏡。
為了修正球面差，這架望遠鏡有4個鏡像球面校正儀 (spherical aberration corrector，SAC)提供修正，在主鏡焦點的焦平面的視野有8弧分。
91個鏡片都是由低膨脹的水晶玻璃做成，並且有活塞可以調整傾角，使他門可以對齊如同單一的鏡片。因為鏡面是球形的，由曲率中心射出的燈光需要反射和重新聚焦到相同的位置。因此，這架望遠鏡使用的曲率中心校準感測器 (Center of Curvature Alignment Sensor，CCAS)，就位於聳立在圓頂旁的高塔頂端。
雷射光從頂端照向每一個鏡片，用以測量反射的焦點位置。這個過程稱為堆疊，從而使望遠鏡的操作人員可以調整和優化鏡像。
這種望遠鏡在觀測時也與眾不同，主鏡的方位和高度是固定的，望遠鏡在主焦點上產生的天體影像由一個負載來追蹤，駐留在主焦點的儀器設備包括鏡像球面校正儀和主焦點檢測儀。這是類似於阿雷西博電波望遠鏡的操作方式，雖然會導致每個目標的觀測窗口會受到限制，但它大量的簡化了主鏡的架台，在與全導向的望遠鏡比較時，使複雜的追蹤系統轉移到更輕、更小的負載上，使得望遠鏡整體的建設成本得以降低。南非大望遠鏡的高度角固定為37度，有利於對麥哲倫雲的觀測，但是因為全面的方位角和天球轉動，在索色蘭的南非大望遠鏡對可見天空的觀測仍有很好的分數。
這種設計的另一種影響是追蹤目標時的入射光瞳大小會改變。

## 裝設儀器
南非大望遠鏡第一代的儀器包括由南非天文台 (SAAO) 設計和製造的南非大望遠鏡成像照相機 (SALTICAM)；羅伯特斯托比埃攝譜儀 (Robert Stobie Spectrograph，RSS，主焦點成像攝譜儀)；和由威斯康辛大學麥迪遜分校、羅格斯大學和SAAO設計並製造的多用途長狹縫和多目標成像攝譜儀與分光偏振譜儀；和一個由紐西蘭坎特伯雷大學設計的光纖回饋高解析攝譜儀 (High Resolution Spectrograph，HRS)。SALTICAM是在2005年初安裝的，而RSS是在2005年10月11日安裝的。

## 網際網路連結
這架望遠鏡在SAAO所在地的開普敦有4Mbit/s的點對點網路連接。從哪兒，資料以20Mbit/s的連接速率傳送到所謂的'灘頭'，其它的機構可以從這兒取得資料。

## 科學工作群組
南非大望遠鏡有許多科學工作群組的成員：
David Buckley, Gerald Cecil, Brian Chaboyer, Richard Griffiths, Janusz Kałużny, Michael Albrow, Karen Pollard, Kenneth Nordsieck, Darragh O'Donoghue, Larry Ramsey, Anne Sansom, Pat Cote

## 合作者
- 卡內基梅隆大學
- 達特茅斯學院
- 哥廷根大學 Göttingen
- 霍比-埃伯利望遠鏡 Board
- 南非國家研究基金會
- Nicolaus Copernicus Astronomical Centre of the Polish Academy of Sciences
- 紐澤西的州立大學，羅格斯大學
- 威斯康辛大學麥迪遜分校
- 紐西蘭坎特伯雷大學
- 北卡羅來納大學教堂山分校
- 大英國協南非大望遠鏡大學聯盟 (United Kingdom SALT Consortium，UKSC)，包括：
  - 阿馬天文台
  - 基爾大學
  - 蘭開夏郡中央大學
  - 諾汀罕大學
  - 英國公開大學
  - 南安普敦大學

在2007年，下面的新作者加入南非大望遠鏡大學聯盟：
- 美國自然歷史博物館
- Inter-University Centre for Astronomy and Astrophysics (India)

## 研究
南非天文台使用南非大望遠鏡的設備進行的研究已經導致重要的發現。經由南非大望遠鏡，南非天文台有能力非常快速的成功取得恆星的快照。它在波長和觀測模式上的優化能力是其他的大望遠鏡達不到的。其結果是，天文學家可以ˇ快速的改變它的性質以研究緻密天體，主要是能從伴星或環繞在周圍的氣體中拉出它們，此種發現的意義是意味著我們能夠偵測到黑洞。通常，緻密天體的重力場從同伴中拉出氣體時，會放射出輻射 (特別是X射線)，而科學家將之作為找到黑洞所在位置的一種間接方法。南非大望遠鏡協助天文學家研究的另一種現象是恆星的質量，建立起一些緻密天體成為超新星爆炸的質量上限，使科學家得以利用Ia型超新星顯示出宇宙加速膨脹中
南非天文台使用南非大望遠鏡的另一項值得注意的研究是發現一種所謂"極化"的恆星，或是對星。"極化"聯星系統，有一顆稱為白矮星的緻密天體，是一種體積已經收縮到只有太陽這種恆星的百萬分之一的天體。使用南非大望遠鏡的研究斷定這種極化聯星系統的軌道周期只有一個半小時。此外，南非大望遠鏡也允許科學家研究光度變化異乎尋常快速的恆星。
有更多研究和調查我們銀河環境和結構，像是類星體、麥哲倫雲、星系結構和恆星的天文物理的天文學家，在南非大望遠鏡的協助中進行研究
。南分大望遠鏡在開光時就公布第一批彩色的影像，也標示著耗資美金60萬，專為南非大望遠鏡製造的SALTICAM可以全功能的運作。完整的面鏡在2005年9月1日公開宣布開光，以1秒的解析力觀察了球狀星團杜鵑座47、疏散星團NGC 6152、螺旋星系NGC 6744、和礁湖星雲。

### 註解
1. ↑  .   [2012-07-16]. （原始内容存档于2012-07-16）.
2. ↑  . Space Today Online.   [2009-01-28]. （原始内容存档于2012-04-19）.
3. ↑  . Physik Instrumente (PI) GmbH & Co. KG. 2003-05  [2009-01-28]. （原始内容存档于2012-04-19）.
4. ↑  . Armagh Observatory.   [2009-01-28]. （原始内容存档于2012-04-19）.
5. ↑  . South African Department of Science and Technology. 2005-11-10  [2009-01-30]. （原始内容存档于2008-09-25）.
6. ↑  .   [2009-01-30]. （原始内容存档于2012-12-25）.
7. ↑  .   [2009-01-30]. （原始内容存档于2008-12-24）.
8. ↑  .   [2011-06-28]. （原始内容存档于2011-06-29）.

## 外部連結
- SALT（页面存档备份，存于） - official site.
- Near Earth Object Observations by SALT （页面存档备份，存于）
- SALT Camera - Live view of SALT.